# قرارگاه مدینه منوره
قرارگاه مدینهٔ منوره یکی از قرارگاه‌های ده‌گانه نیروی زمینی سپاه پاسداران به فرماندهی محمد مارانی است. این قرارگاه نزدیکترین قرارگاه زمینی سپاه پاسداران به تنگه هرمز است و رزمایش‌های متعددی با محوریت نبرد زمینی در این منطقه انجام داده‌است. قرارگاه مدینه سپاه‌های استانی امام سجاد هرمزگان، فجر فارس و امام صادق بوشهر را تحت پوشش و فرمان دارد. مهم‌ترین یگان‌های تحت امر این قرارگاه، تیپ تکاور انصار الحجه فسا،  تیپ تکاور امام‌سجاد کازرون، تیپ ۳۴ امام سجاد بندرعباس، تیپ ۳۹ امام صادق بوشهر ، لشکر ۱۹ فجر شیراز و تیپ نیروی مخصوص ۳۳ المهدی جهرم است.